# Richard Ostwald
Richard Ostwald (* 25. Februar 1882 in Stralsund; † 15. Mai 1951 vermutlich in Stralsund) war ein deutscher Politiker (SPD) und preußischer Landtagsabgeordneter.

## Leben
Nach dem Abschluss der Höheren Schule in Stralsund nahm Richard Ostwald eine Tapeziererlehre auf und wurde später Gemeinde- bzw. Staatsarbeiter. Von 1909 bis 1910 besuchte er die Reichsparteischule der SPD in Berlin. 1910 heiratete er in Kolberg Mathilde, geb. Wickboldt, die 1911 den Sohn Max zur Welt brachte. In der Kamminer Straße 17 hatte er eine Werkstatt für Polstermöbel und Dekorationen. In Kolberg war er von 1919 bis 1923 Parteisekretär. Anschließend wurde er Gauleiter des Gemeinde- und Staatsarbeiterverbandes bzw. des Gesamtverbandes der Arbeitnehmer der öffentlichen Betriebe für Pommern.
Richard Ostwald kandidierte 1924 erfolglos für den Reichstag. Von 1926 bis 1933 gehörte er dem Provinziallandtag der Provinz Pommern und dem Provinzialausschuss der Provinz Pommern an. 1927/28 war er Vorsitzender der SPD in Kolberg und des SPD-Kreisvorstandes.
Er war von 1928 bis 1932 Mitglied des Preußischen Landtags.
Zirka 1947 kam er ohne seine Frau nach Stralsund zurück, wo er dann lebte.